# Cleóstenes
Cleóstenes (en griego Κλεοσθένης, "Kleosthénēs"), fue un rey mítico de Pisa, en la antigua Élide. Durante su reinado se estableció la tregua olímpica, por iniciativa de Ífitos, rey de Elis. A partir de una revelación del oráculo de Delfos, Cleóstenes de Pisa, Ífitos y Licurgo de Esparta firmaron la primera tregua que desde entonces se repetiría cada 4 años con motivo de los Juegos Olímpicos.